# Bauerbacher Kreuz
La Bauerbacher Kreuz se localiza en la K35 entre Bauer Bach y Schröck en un cruce de caminos, el monumento está hecho de piedra arenisca. Fue inaugurada en 2001 por la ciudad de Marburg. Antes solo un cruce de Caminos, la primera vez que se construyó un monumento fue en 1902 por el pastor Ingnaz Christian Danz (nacido el 11 de enero de 1833 Salmuenster, † 21 de abril de 1919, Schrock) pero tuvo que ser retirado por los daños relacionados con el clima. Anteriormente había una cruz de piedra, poco se sabe sobre ella. 
La encrucijada muestra a un crucificado Jesucristo. A ambos lados hay dos álamos jóvenes. Los viejos álamos que habían sido plantados en por Danz fueron, igualmente replantados porque se produjo una infestación de hongos. En la base, existe una inscripción tallada con un texto bíblico.